# Eberhard Ernst Reinhardt
Eberhard Ernst Reinhardt (* 8. November 1908 in Frauenfeld; † 10. Oktober 1977 in Zürich) war ein Schweizer Jurist und Bankmanager.

## Leben

### Familie
Eberhard Ernst Reinhardt war der Sohn des Pfarrers Wilhelm Paul Reinhardt und dessen Ehefrau Fanny (geb. Fischer).
Er war mit Anna (geb. Locher) verheiratet.

### Werdegang
Nach dem Besuch der Kantonsschule Frauenfeld immatrikulierte Eberhard Ernst Reinhardt sich zu einem Studium der Rechtswissenschaften an der Universität Zürich und promovierte 1930 mit seiner Dissertation Der Entmündigungsprozess nach zürcherischem Recht zum Dr. jur.
Er erhielt das Zürcher Anwaltspatent und war bis 1935 als Anwalt tätig.
In der Zeit von 1935 bis 1945 war er Mitarbeiter der Eidgenössischen Finanzverwaltung (heute Eidgenössisches Finanzdepartement), bevor er von 1945 bis 1947 deren Direktor war.
1948 wurde er Mitglied der Generaldirektion der Schweizerischen Kreditanstalt (SKA) (heute Credit Suisse), in der er überwiegend das internationale Finanzgeschäft betreute, bis er von 1963 bis 1973 deren Präsident wurde; in dieser Zeit erhielt die Filiale der SKA in New York 1964 eine Lizenz als Universalbank in den Vereinigten Staaten.
Eberhard Ernst Reinhardt war in vielen Verwaltungsratsmandaten vertreten, unter anderem von 1963 bis 1977 im Aufsichtsrat der Kraftübertragungswerke Rheinfelden und war Verwaltungspräsident des Kraftwerks Laufenburg. Dazu war er auch Vizepräsident der Schweizerischen Bankiersvereinigung.

## Schriften (Auswahl)
- Der Entmündigungsprozess nach zürcherischem Recht. Basel: Buchdr. F. Reinhardt AG., 1932.
- Der Schutz der Auslandsanlagen. Köln, Deutscher Industrieverlagsgesellschaft, 1959.
-  Die Banken in der modernen Wirtschaft. Köln, Deutscher Industrieverlagsgesellschaft, 1961.
- Die Schweiz als Finanzzentrum im integrierten Europa. Zürich 1962.
- Die Schweiz als internationales Finanzzentrum. Basel, Verband schweizerischer Holding- u. Finanzgesellschaften 1966.
- Was soll eine Leitwährung leisten? Zürich, Schweizerische Kreditanstalt 1972.
- Wechselkurspolitik und Bankapparat. Zürich, Schweizerische Kreditanstalt 1973.
- Zur schweizerischen Identität: Gedanken eines Bankiers. Bern: P. Haupt, 1978.